# Mark Paterson (Tontechniker)
Mark Paterson ist ein britischer Tontechniker, der seit Beginn seiner Karriere Mitte der 2000er-Jahre an über 80 Film- und Fernsehproduktionen beteiligt war. Bei der Oscarverleihung 2013 wurde er für seine Arbeit bei Les Misérables zusammen mit Andy Nelson und Simon Hayes mit dem Oscar in der Kategorie Bester Ton ausgezeichnet. Er, Nelson und Hayes gewannen für diesen Film 2013 zusammen mit John Warhurst, Jonathan Allen und Lee Walpole auch einem British Academy Film Award in der Kategorie Bester Ton. Paterson arbeitete vor seiner Filmkarriere als Musiker und ist auch weiterhin am Musikprojekten beteiligt, unter anderem mit Led Zeppelin, Fatboy Slim und The Chemical Brothers.

## Filmografie
- 2004: Pusher II
- 2004: Hotel Ruanda (Hotel Rwanda)
- 2005: Dead Fish
- 2005: Mrs. Harris – Mord in besten Kreisen (Mrs. Harris, Fernsehfilm)
- 2005: Hibernation (Kurzfilm)
- 2006: Infinite Justice – In den Fängen der Al Kaida (Infinite Justice)
- 2006: Flyboys – Helden der Lüfte (Flyboys)
- 2006: Children of Men
- 2006: Bernard und Doris (Bernard and Doris)
- 2006: Spoilt Eggs (Kurzfilm)
- 2006: Blue Blood (Dokumentarfilm)
- 2006: Alien Autopsy – Das All zu Gast bei Freunden (Alien Autopsy)
- 2006: Renaissance
- 2006: In a Day
- 2006: Opal Dream
- 2007: Virgin Territory
- 2007: Die Liebe in den Zeiten der Cholera (Love in the Time of Cholera)
- 2007: Der Sternwanderer (Stardust)
- 2008: Scratch (Kurzfilm)
- 2008: Lost and Found (Kurzfilm)
- 2008: Liebe auf den zweiten Blick (Last Chance Harvey)
- 2008: Tu£sday
- 2008: Broken Lines
- 2008: Spiel der Träume (Machan)
- 2008: Der Junge im gestreiften Pyjama (The Boy in the Striped Pyjamas)
- 2008: Londongrad (Kurzfilm)
- 2008: Happy-Go-Lucky
- 2009: Der Grüffelo (Fernseh-Kurzfilm)
- 2009: Sherlock Holmes
- 2009: Paraphernalia (Kurzfilm)
- 2009: Idoru (Kurzfilm)
- 2009: Bale (Kurzfilm)
- 2009: Das Kabinett des Doktor Parnassus (The Imaginarium of Doctor Parnassus)
- 2009: Eine Detektivin für Botswana (The No. 1 Ladies’ Detective Agency, Fernsehserie)
- 2009: Endgame
- 2009: Junction (Kurzfilm)
- 2010: The American
- 2010: A Bipolar Expedition (Fernseh-Dokumentarfilm)
- 2010: Another Year
- 2010: Centurion
- 2011: The Hot Potato
- 2011: Pitch Black Heist (Kurzfilm)
- 2011: Age of Heroes
- 2011: From the Ashes (Dokumentarfilm)
- 2011: March of the Dinosaurs (Fernseh-Dokumentarfilm)
- 2011: Leila
- 2011: Winnie Puuh
- 2011: Attack the Block
- 2011: Paul – Ein Alien auf der Flucht (Paul)
- 2011: High/Low (Dokumentarfilm)
- 2012: Les Misérables
- 2012: Led Zeppelin: Celebration Day (Dokumentarfilm)
- 2012: A Running Jump (Kurzfilm)
- 2012: Personal Best (Dokumentarfilm)
- 2012: The Girl
- 2012: Die Piraten! – Ein Haufen merkwürdiger Typen (The Pirates! – Band of Misfits)
- 2012: Acts of Godfrey
- 2012: The Chemical Brothers: Don’t Think (Dokumentarfilm)
- 2013: L’Assenza (Kurzfilm)
- 2013: The Power Inside (Fernseh-Kurzfilm-Mehrteiler)
- 2013: Khumba – Das Zebra ohne Streifen am Popo (Khumba)
- 2013: The World’s End
- 2013: Killing Season
- 2013: In Fear
- 2014: Search Party
- 2014: Thirst (Kurzfilm)
- 2014: Mom’s Night Out
- 2014: Die Bestimmung – Divergent (Divergent)
- 2014: Cuban Fury – Echte Männer tanzen (Cuban Fury)
- 2015: Krampus
- 2015: By the Sea
- 2015: The Last Witch Hunter
- 2015: 12 Rounds 3: Lockdown
- 2015: The Perfect Guy
- 2015: No Escape
- 2015: Max: Bester Freund. Held. Retter. (Max)
- 2015: The Marine 4 (Video/DVD)
- 2016: Yoga Hosers
- 2016: Paradise Club